# هفت آسمان

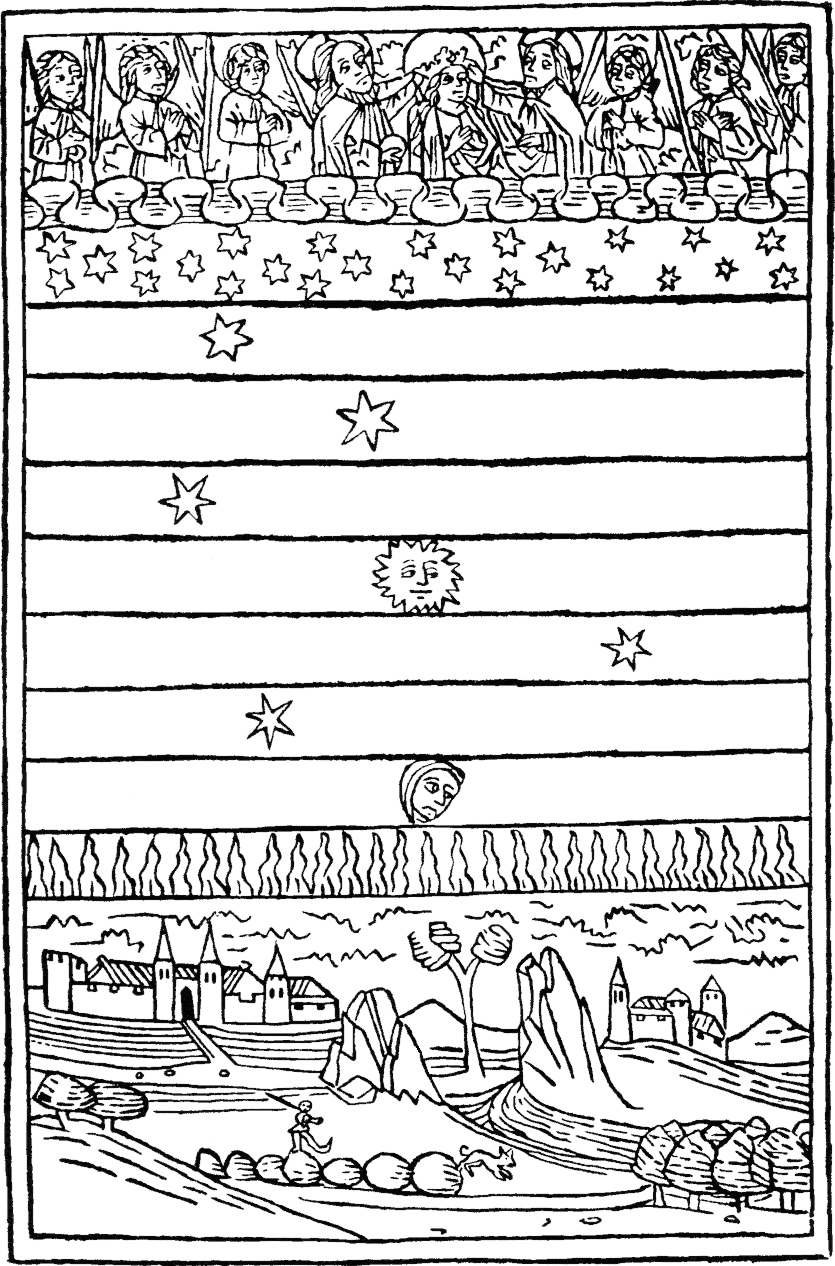
خورشید، سیارات و فرشتگان و فلک. حکاکی روی چوب به تاریخ 1475.

هفت آسمان یا هفت بهشت‌ها (به انگلیسی: Seven Heavens) در کیهان‌شناسی دینی و اسطوره‌ای، به هفت لایه آسمان ارجاع دارد که هرکدام از یک جنس هستند. در دوران باستان، این آسمان‌ها هم با قلمروهای ماورا طبیعتی الهه‌ها و هم با اجسام سماوی مشاهده شده همچون سیارات باستانی و ستارگان ثابت تداعی می‌شدند. این مفهوم را، که از ادیان باستانی میان‌رودان مشتق شده است، می‌توان در ادیان ابراهیمی همچون اسلام، یهودیت، و مسیحیت یافت؛ مفهومی مشابه همچنین در برخی ادیان هندی مانند هندوئیسم یافته شده است. برخی از این سنت‌ها، از جمله آیین جین مفهومی از هفت زمین یا هفت دنیای زیرین را نیز شامل می‌شوند.

## بین النهرین
مفهوم هفت آسمان که در بین النهرین باستان توسعه یافته بود نماد مفاهیم فیزیکی و متافیزیکی بود. در زبان سومری واژه های آسمان ها(یا آسمان) و زمین آن و کی است  بین النهرینیان باستان آسمان را به عنوان مجموعه ای از گنبدها (معمولاً سه، اما گاهی هفت) می دانستند که زمین صاف را می پوشاند.: 180  هر گنبد از نوع متفاوتی از سنگ های قیمتی ساخته شده بود.: 203  پایین ترین گنبد بهشت از یاس ساخته شد و خانه ستارگان بود. گنبد میانی بهشت از سنگ ساگیلموت ساخته شده و محل اقامت ایگیگی بوده است. بالاترین و بیرونی ترین گنبد آسمان از سنگ لولودانیتو ساخته شده بود و به عنوان آن، خدای آسمان، تجسم یافته بود. اجرام آسمانی با خدایان خاصی نیز برابر بودند.: 203  اعتقاد بر این بود که سیاره زهره اینانا، الهه عشق، جنسیت و جنگ است.: 108–109 : 203  خورشید برای برادرش اوتو، خدای عدالت، : 203  و ماه پدرشان نانا بود.
انسان های معمولی نمی توانستند به بهشت بروند زیرا تنها محل زندگی خدایان بود. اما در عوض، پس از مرگ یک فرد، روح او به کور (که بعداً به نام ایرکالا شناخته شد)، عالم زیرین تاریک، واقع در ااعماق سطح زمین می رود. افسون های سومری در اواخر هزاره دوم پیش از میلاد به هفت آسمان و هفت زمین اشاره دارد. یکی از این افسانه‌ها این است: «ان‌ایمین‌بی کی‌ایمین‌بی» (آسمان‌ها هفت، زمین‌ها هفت.)
درک این موضوع که آسمان ها می توانند بر روی چیزهای روی زمین تأثیر بگذارند، ویژگی های آسمانی و جادویی را به عدد هفت بخشید، مانند داستان های هفت دیو، هفت کلیسا، هفت روح یا هفت تخت. عدد هفت به‌طور مکرر در آیین های جادویی بابلی ظاهر می شود. هفت آسمان یهودی و هفت آسمان اسلامی ممکن است منشأ خود را در نجوم بابلی داشته باشند.
به‌طور کلی، بهشت در دین بین النهرین جای انسان نیست. همان‌طور که گیلگمش در حماسه گیلگمش به دوستش انکیدو می گوید: "دوست من چه کسی می تواند به آسمان ها برود؟ فقط خدایان تا ابد با شماش ساکن هستند". در کنار تصور هفت بهشت، ایده سه بهشت نیز در بین النهرین باستان رایج بوده است.

## ادیان ابراهیمی

### یهودیت

#### متون اصلی
در تلمود آمده است که قسمت بالای جهان از هفت آسمان تشکیل شده است (عبری: shamayim):
1. ویلون (ویلون)، رجوع کنید به (اشعیا 40:22)
2. راکیا (רקיע)، رجوع کنید به (پیدایش 1:17)
3. شحاقیم (שחקים)، رجوع کنید به (مصور ۷۸:۲۳، میدر. تَه. تا صمیم. xx. ۷)
4. زبول (זבול)، رجوع کنید به (اشعیا 63:15، اول پادشاهان 8:13)
5. مائون (מעון)، رجوع کنید به (تثنیه 26:15، مزور 42:9)
6. Machon (מכון)، رجوع کنید به (اول پادشاهان 8:39، تثنیه 28:12)
7. عربوت (ערבות)، بهشت هفتم که در آن افانیم، سرافیم و حیوث و عرش خدا قرار دارند.[۱۲]

#### متون غیرمعمول
ادبیات مرکاوه و هخالوت یهودی به بحث در مورد جزئیات این بهشت ها اختصاص داشت، گاهی اوقات در ارتباط با روایات مربوط به خنوخ، مانند کتاب سوم خنوخ نیز اطلاعات مشابهی آمده است.
کتاب دوم خنوخ که در قرن اول بعد از میلاد نیز نوشته شده است، صعود عرفانی پدرسالار خنوخ را از طریق سلسله مراتبی از ده بهشت توصیف می کند. خنوخ در راه خود از باغ عدن در آسمان سوم می گذرد تا خداوند را در دهمین بهشت، رو در رو ملاقات کند (فصل 22). در طول راه، او با جمعیت‌هایی از فرشتگان مواجه می‌شود که ظالمان را عذاب می‌دهند. خانه ها، روغن زیتون و گل ها را می بیند.
تصویر ده بهشت در کتاب بیانگر بسط مدل هفت بهشت باستانی است. این کیهان شناسی پیشرفته، در مسیحیت قرون وسطی بیشتر توسعه یافت.

### مسیحیت

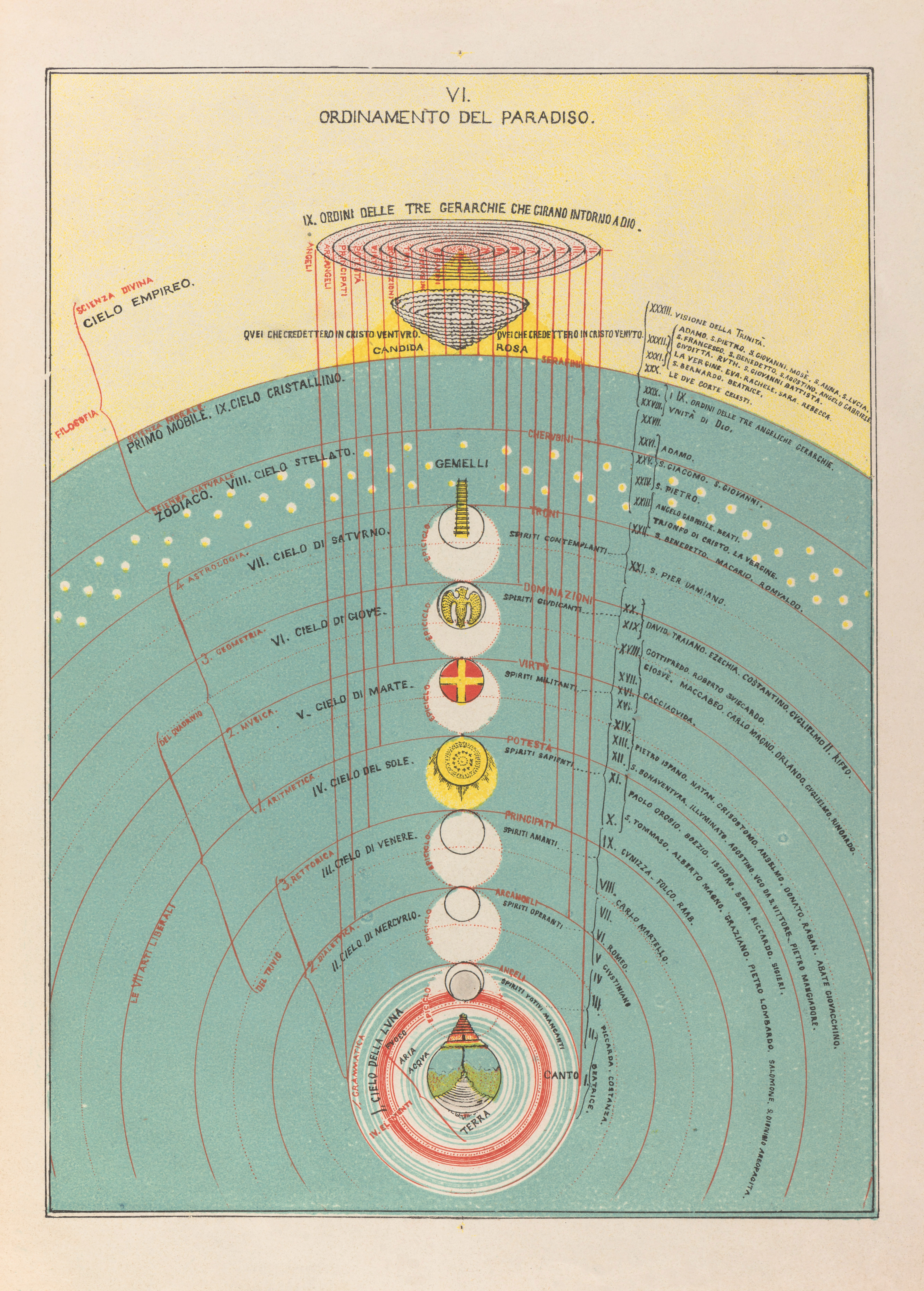
La materia della Divina commedia di Dante Alighieri، صفحه ششم: «نظم بهشت» اثر میکل آنژ کاتانی (1804–1882)

عهد جدید به مفهوم هفت آسمان اشاره نمی کند. با این حال، اشاره صریح به آسمان سوم در نامه دوم به قرنتیان، که در مقدونیه در حدود سال 55 پس از میلاد نوشته شده است، ظاهر می شود. این تجربه عرفانی، مواد زیر را شرح می دهد:
من شخصی را در مسیح می شناسم که چهارده سال پیش تا آسمان سوم گرفتار شد - نمی دانم چه در بدن باشد چه خارج از بدن. خدا می داند. و من می دانم که چنین شخصی را نمی شناسم خواه در بدن باشد یا خارج از بدن. خدا می داند - به بهشت گرفتار شد و چیزهایی شنید که نباید گفت، که هیچ انسانی مجاز به تکرار آن نیست. (2 قرنتیان 12.2-4 NRSV)
توصیف معمولاً توسط نویسنده به عنوان ارجاع به خود در نظر گرفته می شود. به نظر می‌رسد که این قطعه عقاید قرن اول را در میان یهودیان و مسیحیان منعکس می‌کند که قلمرو بهشت در بهشتی متفاوت از بهشت بالاتر وجود داشته است.
در قرن دوم، ایرنائوس هفت بهشت را معرفی می کند. (نگاه کنید به نمایش موعظه‌های رسولانه 9؛ ر.ک. در برابر بدعت‌ها 1.5.2).
در طول قرون وسطی، متفکران مسیحی الگوی هفت بهشت بین النهرین باستان را به یک سیستم ده آسمانی گسترش دادند. این کیهان شناسی که در اولین دانشگاه های اروپایی توسط اسکولاستیک ها تدریس می شد، در کمدی الهی اثر دانته آلیگری به عالی ترین بیان ادبی خود رسید.

### اسلام
قرآن و احادیث مکرراً از وجود هفت سماوات (سماوات)، جمع سماء (سماء) به معنای «بهشت، آسمان، کره آسمانی» و هم خانواده شامایم عبری (שמים) یاد می‌کنند. برخی از آیات قرآن در ذکر سماوات عبارتند از: 41:12، 65:12 و 71:15.
در منابع اسلامی آسمانهای هفتگانه مقصد نهایی مردگان پس از قیامت نیست، بلکه مناطقی جدا از زمین است که فرشتگان آن را نگهبانی می دهند و ارواح در آن زندگی می کنند که اقامتگاهشان در گرو اعمال نیک آنهاست (مثال:روزه، جهاد، حج، صدقه،نیکی به مردم) با بالاترین حد (لایه) ممکن، نزدیک ترین به مکان خدا است.

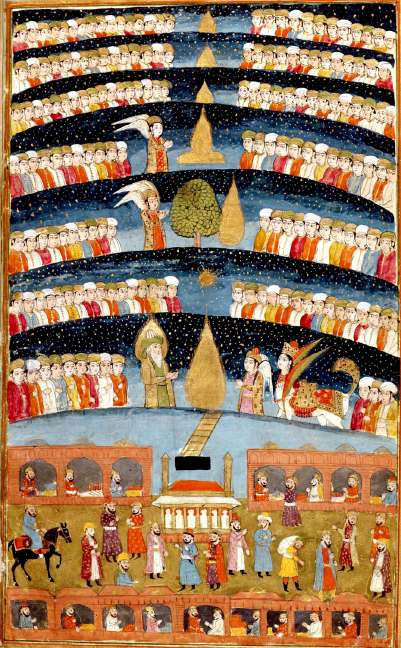
مینیاتوری ایرانی که هفت آسمان را از تاریخ محمد، Bibliothèque Nationale de France، پاریس به تصویر می‌کشد.

در منابع دیگر، این مفهوم به صورت استعاری ارائه شده است. هر یک از آسمان های هفت گانه به صورت متشکل از ماده ای متفاوت به تصویر کشیده شده است و پیامبران اسلامی در هر کدام ساکن هستند. اسامی برگرفته از کتاب الحیاء السمیه فی الحیاء السنمیة سیوطی است:
1. راقیعه (رقیعاء): بهشت اول را آب ساخته و خانه آدم و حوا و فرشتگان هر ستاره است. بر اساس برخی از روایات، محمد در اینجا با فرشته حبیب مواجه شد.[۱۹]
2. اراقلون (أزفلون): بهشت دوم از مرواریدهای سفید ساخته شده و خانه یحیی (یوحنای تعمید دهنده) و عیسی (عیسی) است.
3. قیدوم (قیدوم): بهشت سوم از آهن ساخته شده است. یوسف و فرشته مرگ (به نام عزرائیل) در آنجا ساکن هستند.[۲۰]
4. مائونا (مائونا): بهشت چهارم از برنج (طلای سفید) ساخته شده است. ادریس (که به‌طور متعارف با خنوخ شناخته می شود) و "فرشته اشک" در آنجا ساکن هستند.
5. دیاء (ریقا): آسمان پنجم نقره است. هارون در این بهشت دادگاه دارد. گاه نگهبان جهنم به این مکان منصوب می شود.[۱۹]
6. داکوا (دقناء): بهشت ششم از طلا تشکیل شده است. موسی را می توان در اینجا یافت.[۲۱]
7. عریبا (عریبا): آسمان هفتم که برخی مفاهیم را از همتای یهودی خود وام گرفته است، به عنوان متشکل از نور الهی غیرقابل درک برای انسان فانی (در عوض زمرد) به تصویر کشیده شده است. ابراهیم در آنجا ساکن است و سدرة المنتهی، درخت بزرگ لوط، پایان آسمان هفتم و نهایت منتها برای همه مخلوقات خداوند و علم بهشتی است.[۲۲]

استفاده از عدد «هفت» دو تفسیر دارد. یک دیدگاه این است که عدد «هفت» در اینجا صرفاً به معنای «بسیار» است و نباید به معنای واقعی کلمه در نظر گرفته شود (در زبان عربی از این عدد استفاده می شود). اما بسیاری از مفسران دیگر از این عدد به معنای واقعی کلمه استفاده می کنند.
یکی از تفسیرهای مدرن از "بهشت" این است که همه ستارگان و کهکشان ها (از جمله راه شیری) همه بخشی از "آسمان اول" هستند، و "فراتر از آن شش جهان هنوز بزرگتر وجود دارد" که هنوز توسط دانشمندان کشف نشده است. همچنین نظراتی پیرامون ارتباطات بین این عوالم از طریق راه هایی (نظیر تونل کوانتومی) نیز مطرح شده است.

## هندوئیسم
به گفته برخی از پوراناها، برهماندا به چهارده جهان تقسیم می شود. هفت جهان بالا، بولوکا (زمین)، بووارلوکا، سوارلوکا، ماهارلوکا، جانارلوکا، تاپولوکا و ساتیالوکا، و هفت جهان پایین، آتالا، ویتالا، سوتالا، تالاتالا، ماهاتالا، راساتالا و پاتالا هستند.

## جینینیسم

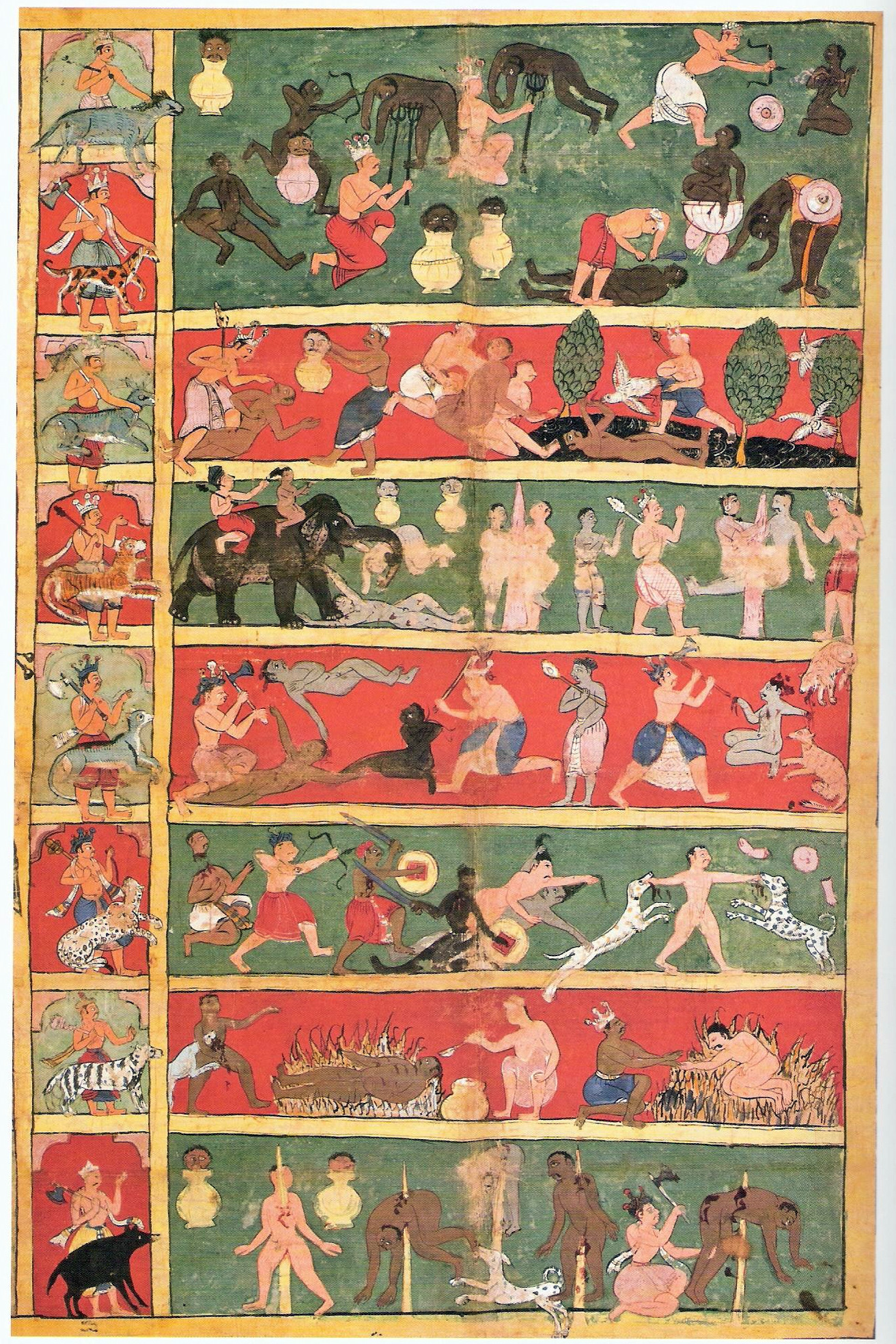
نقاشی پارچه ای که هفت سطح از جهنم جین را به تصویر می کشد. پانل سمت چپ نیمه خدا و وسیله نقلیه حیوانی او را در حال ریاست بر هر جهنم نشان می دهد.

بر اساس کیهان شناسی جین، هفت سطح ناراکا یا جهنم وجود دارد. اینها بیشتر به 8،400،000 مکان جهنمی دیگر تقسیم می شوند.

## گنوسیسم
در متن گنوسی درباره منشأ جهان آمده است که هفت آسمان در هرج و مرج توسط یلدابوث در زیر قلمروهای بالاتر آفریده شد و هر یک از آنها توسط یک آرکون اداره می شود. در آخرالزمان، این آسمان ها بر هر یک فرو می ریزد و بهشت یلدابعث دو نیم می شود و ستارگان آن بر زمین می افتند و در نتیجه آن را در ورطه فرو می برند.
در آخرالزمان قبطی پولس، پولس رسول از هفت آسمان پایین عروج می کند. در آسمان هفتم با پیرمردی ملاقات می‌کند که دروازه‌ای را به سوی قلمرو ماورای جهان مادی می‌گشاید و پولس سپس به آسمان‌های هشتم، نهم و دهم عروج می‌کند.
در مندائیسم، مجموعه‌ای از ماطارتاها یا «خانه‌های عوارض» بین دنیای نور (الما هورا) از تبیل (زمین) قرار دارند. اصطلاح ماطارتا به‌طور گوناگون به‌عنوان «ایستگاه دیده‌بانی»، «ایستگاه عوارض»، «ایستگاه راه» یا «برزخ» ترجمه شده است. ماترتاها توسط اوتراها (موجودات آسمانی از جهان نور) و شیاطین مختلف محافظت می شوند. در گینزا رابا، هفت مارتتا در فصل 3 کتاب 5 کتاب گینزای راست فهرست و شرح داده شده است. با این حال، تعداد ماطارتاها همیشه هفت نفر نیست. کتاب 6 از راست گینزا (همچنین به عنوان "کتاب دینانوخت" شناخته می شود) شش لیست و فصل 4 در کتاب 1 از گینزا سمت چپ فهرست 8 را ذکر می کند. از طرف دیگر، هفت آسمان را می‌توان به عنوان متناظر با هفت سیاره، که بخشی از اطرافیان روها در جهان تاریکی تشکیل می‌دهند، مشاهده کرد.

## ارجاعات
1. 1 2 3  Hetherington, Norriss S. (2014) [1st. pub. 1993]. Encyclopedia of Cosmology (Routledge Revivals) : Historical, Philosophical, and Scientific Foundations of Modern Cosmology. Routledge. pp. 267, 401. ISBN 1-306-58055-2. Retrieved 3 June 2015.
2. ↑  Origen, De principiis III,2,1
3. ↑  Barnard, Jody A. (2012). The Mysticism of Hebrews: Exploring the Role of Jewish Apocalyptic Mysticism in the Epistle to the Hebrews. Mohr Siebeck. p. 62. ISBN 978-3-16-151881-2. Retrieved 3 June 2015.
4. 1 2 3 4 5  Nemet-Nejat, Karen Rhea (1998), Daily Life in Ancient Mesopotamia, Daily Life, Greenwood, ISBN 978-0313294976.
5. 1 2 3  Lambert, W. G. (2016). George, A. R.; Oshima, T. M. (eds.). Ancient Mesopotamian Religion and Mythology: Selected Essays. Orientalische Religionen in der Antike. Vol. 15. Tuebingen, Germany: Mohr Siebeck. p. 118. ISBN 978-3-16-153674-8.
6. ↑  Black, Jeremy; Green, Anthony (1992), Gods, Demons and Symbols of Ancient Mesopotamia: An Illustrated Dictionary, The British Museum Press, ISBN 0-7141-1705-6.
7. ↑  Wright, J. Edward (2000). The Early History of Heaven. Oxford, England: Oxford University Press. p. 29. ISBN 0-19-513009-X.
8. ↑  Horowitz, Wayne (1998). Mesopotamian Cosmic Geography. Eisenbrauns. p. 208. ISBN 0-931464-99-4. Retrieved 3 June 2015.
9. ↑  Collins, Adela Yarbro (2000). Cosmology and Eschatology in Jewish and Christian Apoocalypticism. Brill. ISBN 90-04-11927-2.
10. ↑  Lange, Armin; Tov, Emanuel; Weigold, Matthias (2011). The Dead Sea Scrolls in Context: Integrating the Dead Sea Scrolls in the Study of Ancient Texts, Languages, and Cultures. Leiden: Brill. p. 808. ISBN 978-90-04-18903-4. Retrieved 3 June 2015.
11. ↑  «ANGELOLOGY - JewishEncyclopedia.com». www.jewishencyclopedia.com. دریافت‌شده در ۲۰۲۲-۰۷-۲۳.
12. ↑  «Chagigah 12b». www.sefaria.org. دریافت‌شده در ۲۰۲۲-۰۷-۲۳.
13. ↑  Scholem, Gershom (1965). Jewish Gnosticism, Merkabah Mysticism, and the Talmudic Traditio n. New York: Jewish Theological Seminary of America. OCLC 635020.
14. ↑  Edward Langton (11 July 2014). Good and Evil Spirits: A Study of the Jewish and Christian Doctrine, Its Origin and Development. Wipf and Stock Publishers. pp. 248–. ISBN 978-1-62564-991-1.
15. ↑  E. W. Bullinger A Critical Lexicon and Concordance to the English and Greek "2, 14, To this "Third heaven" and "Paradise" Paul was caught away, 2 Cor. xii. 2, 4, (not "up", see under "catch") in "visions and revelations of the Lord", 2 Cor. xii. 1. One catching away—with a double revelation of the New heaven and the...".
16. ↑  Pickthall, M.M.; Eliasi, M.A.H. (1999). The Holy Qur'an (Transliteration in Roman Script). Laurier Books Ltd. ISBN 81-87385-07-3.
17. ↑  Coulter-Harris, D. M. (2016). Chasing Immortality in World Religions. USA: McFarland, Incorporated, Publishers. p. 121.
18. ↑  Heinen, Anton M. (1982). Islamic Cosmology. Wiesbaden: Franz Steiner Verlag. p. 86. ISBN 3-515-03177-4.
19. 1 2  Colby, Frederick S (2008). Narrating Muhammad's Night Journey: Tracing the Development of the Ibn 'Abbas Ascension Discourse. State University of New York Press. ISBN 978-0-7914-7518-8.
20. ↑  Richard Webster. "Living in Your Soul's Light: Understanding Your Eternal Self".  {{cite web}}: Empty citation (help): Missing or empty |url= (help). کاراکتر templatestyles stripmarker در |عنوان= در موقعیت 82 (کمک)
21. ↑  Peter D'Epiro & Mary Desmond Pinkowish (1998). What Are the Seven Wonders of the World? And 100 Other Great Cultural Lists: Fully Explained. Doubleday. pp. 219–220. ISBN 0-385-49062-3.
22. ↑  Abdullah, Yusuf Ali (1946) The Holy Qur-an: Text, Translation and Commentary, Qatar National Printing Press. p. 1139,n.3814.
23. 1 2  "Question 34: What Is Meant By 'Seven Heavens'?". www.al-islam.org (به انگلیسی). 2012-12-10. Retrieved 2022-07-23.
24. ↑  علی ابراهیمی، مقدمه ای بر طرح نظریه اسباب و ابواب السماوات، کرج، انتشارات آذرگان، 1400، شابک: 987_622_282_492_1.
25. ↑  Dalal, Roshan (2010). Hinduism:An Alphabetical Guide. Penguin Books. p. 224. ISBN 978-0-14-341421-6.
26. ↑  Jansma, Rudi; Jain, Sneh Rani (2006). Introduction to Jainism. Prakrit Bharti Academy. ISBN 81-89698-09-5.
27. ↑  Marvin Meyer; Willis Barnstone (2009). "On the Origin of the World". The Gnostic Bible. Shambhala. Retrieved 25 October 2021.
28. ↑  Meyer, Marvin (2007). The Nag Hammadi scriptures. New York: HarperOne. ISBN 978-0-06-162600-5. OCLC 124538398.
29. ↑  Aldihisi, Sabah (2008). The story of creation in the Mandaean holy book in the Ginza Rba (PhD). University College London.
30. ↑  Buckley, Jorunn Jacobsen (2002). The Mandaeans: ancient texts and modern people. New York: Oxford University Press. ISBN 0-19-515385-5. OCLC 65198443.
31. 1 2  Gelbert, Carlos (2011). Ginza Rba. Sydney: Living Water Books. ISBN 9780958034630.